# Look in my Heart
Look in my Heart is Alyssa's debuutalbum en is opgenomen in 1988.
Het album is ingezongen door actrice Alyssa Milano en is haar meest bekende album.  Het album is alleen uitgebracht in Japan, waar ook een video met alle videoclips is uitgebracht. Toen Alyssa Milano in 1985 in de actiefilm Commando speelde, werd deze een keer uitgezonden in Japan. Door haar eerdere carrière als musical-ster werd haar een contract aangeboden in Japan.

## Tracklist
1. Look in My Heart (3:30)
2. What a Feeling (3:47)
3. Da doo ron ron/Magic in You Eyes Medley (4:32)
4. You Lied to Me (3:49)
5. Kimi Wa Sunshine Boy (3:27)
6. Born to Love (3:11)
7. Waiting for My Star (4:52)
8. Straight to the Top (3:23)
9. Look in My Heart [Extended Dance Version]* (6:07)

(* = bonustrack)